# نغوين فان كونغ
نغوين فان كونغ هو لاعب كرة قدم فيتنامي في مركز حراسة المرمى، ولد في 1 أغسطس 1992 في محافظة ني أن في فيتنام. شارك مع منتخب فيتنام تحت 23 سنة لكرة القدم. أما مع النوادي، فقد لعب مع نادي هانوي.

## وصلات خارجية
- نغوين فان كونغ على موقع قاعدة بيانات كرة القدم.إي يو (الإنجليزية)
- نغوين فان كونغ على موقع Soccerway.com (الإنجليزية)